# Agave montium-sancticaroli
Agave montium-sancticaroli är en sparrisväxtart som beskrevs av García-mend. Agave montium-sancticaroli ingår i släktet Agave och familjen sparrisväxter. Inga underarter finns listade i Catalogue of Life.